# 장소 (촉한)
장소(張紹, ? ~ ?)는 촉한의 고위관료로, 탁군 사람이다. 거기장군 장비의 아들이다.

## 행적
222년, 장비가 죽자, 그의 지위를 계승하였다.
263년, 촉한이 위에 망하자 위에 항복하였고, 유선(劉禪)과 함께 낙양으로 이송되었다.

## 장소의 친족 관계
- 장비 (부친)
- 장포 (형)
  - 장준 (조카)
- 경애황후 (누이)
- 장황후 (누이)
  - 유선 (매형)
    - 유선 (조카)
    - 유요 (조카)
    - 유종 (조카)
    - 유찬 (조카)
    - 유심 (조카)
    - 유순 (조카)
    - 유거 (조카)